# Дом чудес
Дом чудес (англ. House of Wonders) — здание в Каменном городе на Занзибаре. Самое большое и высокое здание Каменного города, занимающее видное место рядом с садами Фородхани на набережной старого города на Мизингани-роуд. Расположен между Старым фортом и Дворцом султана. Один из шести дворцов, построенных вторым султаном Занзибара Баргашем ибн Саидом, расположен на месте дворца XVII века королевы Занзибара Фатумы.

## История
Дворец построен в 1883 году для Баргаша бин Саида, второго султана Занзибара. Был задуман как церемониальный дворец и зал для официальных приемов, назван «Дом чудес», потому что стал первым зданием на Занзибаре, в котором было электричество, а также первым зданием в Восточной Африке, в котором был лифт.
Музей «Дом чудес», открытый в начале 2000-х годов, имеет постоянные экспозиции, посвященные аспектам культуры суахили и Занзибара, а также окружающей среде Восточной Африки. Внутренний двор полностью занят мтепе (традиционной лодкой суахили). Вокруг этого двора, занимающего три этажа, есть несколько залов с другими экспонатами, в том числе рыболовные инструменты суахили и традиционные корабли, церемониальные канги, портреты занзибарских султанов и других известных жителей (в том числе знаменитый портрет работорговца Типпу Тиба), элементы мебели из дворцов султанов, а также сведения о биомах Восточной Африки. В одной из комнат на первом этаже стоит автомобиль, принадлежавший президенту Абейду Каруме. У входа во дворец стоят две старинные португальские бронзовые пушки XVI века. Они были захвачены персами в 1622 году и позже переданы в дар султанам Омана, которые привезли их на Занзибар. На самой большой пушке изображена эмблема короля Португалии Жуана III.
Дом Чудес был закрыт из-за ветхого состояния: большие участки веранды и крыша обрушились в 2012 и 2015 годах соответственно, что поставило под угрозу структурную целостность остальной части здания. Музей перемещён в другое место. Несмотря на то, что в настоящее время на восстановление здания потрачены значительные суммы, большая часть его фасада, включая башню с часами, обрушилась в декабре 2020 года. Этот факт стал большой потерей для Занзибара, поскольку дворец является частью истории региона, а также является объектом наследия ЮНЕСКО.

## Инцидент
25 декабря 2020 года обрушилась часть здания, которая находилась в состоянии ремонта после того, как правительство Омана объявило о финансировании ремонтных работ в размере 10 миллиардов танзанийских шиллингов. Четверо рабочих, оказавшихся внутри, были спасены спасателями, а двое рабочих погибли. Однако с использованием сохранившихся эскизов и чертежей здание будет реконструировано.